# Strijkpop
Een strijkpop is een apparaat om kledingstukken te drogen en tegelijkertijd te strijken.
Het apparaat werkt op elektriciteit en heeft de vorm van een paspop. Door het nog natte kledingstuk om de pop te hangen en aan te spannen wordt het automatisch gedroogd en ontdaan van kreuk.
Het apparaat is geschikt voor overhemden, blouses, jasjes en katoenen sweaters. Sommige modellen kunnen ook broeken aan. De gemiddelde behandeltijd ligt rond de tien minuten afhankelijk van de dikte en soort van het materiaal. Voor een overhemd zouden de stroomkosten zo'n drie cent bedragen. Het wordt aangeprezen als vervanger voor een strijkbout hoewel de aanschafkosten gecombineerd met de benodigde tijd en de beperkte aanwendingsmogelijkheden qua materiaal de concurrentie moeilijk maken.
In Duitsland en Nederland zijn er fabrikanten die het product leveren voor zowel thuisgebruik als zakelijk gebruik. De aanschafprijzen bedroegen rond 2012 zo'n 1000 euro maar tegenwoordig is een strijkpop te verkrijgen voor rond de 400 euro.